# Clube dos Galitos
O Clube dos Galitos é um clube multidisciplinar português, fundado em 1904 em Aveiro.
Com mais de cem anos de história o Clube reparte-se por uma vertente de cultura, onde se destaca o "Grupo Cénico", e outra outra de desporto, com vários campeonatos nacionais em vários escalões e modalidades como basquetebol, natação, remo ou xadrez, tendo, em 2005, recebido o Colar de Honra ao Mérito Desportivo.

## História
O clube foi fundado em 24 de Janeiro de 1904, em Aveiro, com o  nome Valecambrense Club dos Galitos.
No encerramento das comemorações do centenário da coletividade, em 2005, o clube recebeu a mais alta distinção nacional na área do desporto, o Colar de Honra ao Mérito Desportivo, entregue em Aveiro pelo secretário de Estado do Desporto, Hermínio Loureiro.

## Lema e emblema
- Lema: “Nunca se faz a mordaça para a consciência humana”. Para marcar e evidenciar o espírito de independência e verticalidade do Clube dos  Galitos foi adoptada ainda, uma referência clara à fundação do Clube que ainda hoje os seus dirigentes gostam de ouvir dizer “nunca naquele campo branco caiu a mais ligeira nódoa e nunca o galo vermelho emudeceu porque, nunca deixou de calcar a rolha com que o queriam calar”.

- Descrição do emblema oficial : “Em campo branco, um galo vermelho em atitude de cantar, apoiado apenas numa das patas e tendo debaixo da outra uma rolha, com o propósito nítido de chamar a atenção para a lei da rolha”

## Património
- Sede do Clube – Inaugurada em 29 de novembro de 1970, às Pontes Praça com a presença do Ministro da Educação José Veiga Simão e Obras Públicas Rui Sanches.
- Pavilhão Gimnodesportivo – Inaugurado em 10 de Outubro de 1997, na zona da Forca, pelo secretário de Estado do Desporto, Miranda Calha.
- Pavilhões Náuticos – Dois pavilhões na zona da antiga lota para armazenamento de barcos e ginásio com a área coberta de 1600 m².
- Piscinas – Gestão por comodato da Piscina do IDP[necessário esclarecer]. Um tanque de 25 m e outro de 16 m.

## Secções culturais
- Teatro: Grupo Cénico do Clube dos Galitos[4] As atividades no âmbito do teatro do Clube dos Galitos começam praticamente com o nascimento da agremiação, existindo registos no Teatro Aveirense de, nos inícios de 1905, o clube ter organizado um Certame dramático com grupos amadores e a representação de duas comédias (Hospedaria infernal e A pérola dos caixeiros). Em 1909, apresenta-se no mesmo espaço o Grupo Dramático do Clube dos Galitos e o Grupo de Sócios do Clube dos Galitos e ainda como Grupo Cénico do Clube dos Galitos. Esta última denominação ressurgiria a partir de 1922 (com 20:000 dólares) e em anos subsequentes nesta casa de espetáculos de Aveiro.[5]

- Filatelia e Numismática: Em 2007, comemorando os "50 Anos da Secção Filatélica e Numismática do Clube dos Galitos - Aveiro" foi colocado em em circulação um inteiro postal ilustrado, pré-franquiado, pelo Ministério das Obras Públicas, Transportes e Comunicações.[6] A série saiu de circulação em 2014.[7]

## Secções desportivas
- Basquetebol[8][9]
- Ciclismo - A modalidade iniciática no Galitos voltou, em 2007, na vertente de BTT. Depois de um ano de sustentação o ano de 2009 viu a secção ter o seu primeiro título nacional e realizar o seu primeiro grande evento em Aveiro.
- Natação[9]
- Remo[3][9]
- Xadrez - relativamente recente no clube, conta com atividade regular desde 2005 embora tenha tido atividade anterior de carácter recreativo.

### Triatlo
A modalidade mais recente a surgir no Clube dos Galitos. Começa em 2009 e nesse mesmo ano arranca em competição.
- Coordenador: Miguel Lopes
- Tesoureiro: Rui Ferreira
- Vogal: Josué Oliveira
- Treinadores: Nuno Troia; Agostinho Oliveira; Paulo Gonçalves; José Gonçalves

Equipa
Atualmente o Clube dos Galitos é Campeão Nacional Sénior de Aquatlo e vice-campeão regional de Triatlo.
Prestação em campeonatos nacionais:
- João Pereira; Miguel Lopes; Paulo Barradas - Campeões Nacionais de Aquatlo Seniores[quando?]
- Paula Vizinho - Medalha de bronze - Campeonato nacional de duatlo - age-groups[quando?]
- Marina Silva - Medalha de prata - Campeonato nacional de duatlo - age-groups[quando?]

Prestação no campeonato zona norte:
- Bruno Pereira; Jorge Figueiredo; João Pereira - Vice-Campeões Tiatlo Norte[quando?]
- Jorge Figueiredo - Campeão Zona Norte Sénior[quando?]
- Bruno Pereira - Vice-campeão Zona Norte Junior[quando?]

### Modalidades extintas
- Atletismo - Início da atividade em 1955. Fez a primeira prova oficial em 9 de junho de 1956 no Estádio do Lima, no Campeonato Regional de principiantes. Grande referência foi Luís Robalo de Almeida tendo sido recordista nacional no Campeonato Nacional de Principiantes, realizado em 29 de junho de 1957, no Estádio das Antas, nos 1000 metros, novo recorde nacional com 2 min 36 s. Na década de 1980 o atletismo voltou ao Clube pela mão do treinador Júlio Cirino tendo obtido bons resultados e atletas entre as quais se destaca Teresa Machado que veio a ser uma referência no lançamento do peso e do disco nacional ao serviço do Sporting Clube de Portugal.
- Andebol[9] – Início da atividade em 1954 e funcionamento até à década de 1970.
- Badminton
- Futebol[9] – Nas décadas de 1920/1930 o Galitos marcou inconfundível presença no futebol do Centro e Norte do País.
- Hóquei em Patins – Primeiro jogo oficial 1 de Outubro de 1950 com a Académica de Espinho. A secção teve grande atividade extinguindo-se no final da década de 1960.
- Pesca Desportiva
- Vela[9]

## Personalidades

### Presidentes
Desde Novembro de 2005, o presidente da direção do clube é António Granjeia.
| Início | Final | Nome                                      |
| ------ | ----- | ----------------------------------------- |
| 1904   | ????  | Eugénio Ferreira da Costa                 |
| 1905   | ????  | N. D.                                     |
| 1909   |       | Pompeu da Costa Pereira                   |
| 1909   | 1936  | N. D.                                     |
| 1937   | 1937  | Francisco Ferreira da Encarnação          |
| 1938   | 1938  | José Maria da Costa Monteiro              |
| 1939   | 1939  | Alberto Casimiro da Silva                 |
| 1940   | 1940  | Henrique dos Santos Rato                  |
| 1941   | 1942  | Augusto Marques da Cunha                  |
| 1943   | 1943  | Carlos De Pinho Das Neves Aleluia         |
| 1944   | 1944  | João António de Morais Sarmento           |
| 1945   | 1946  | Luís Regala                               |
| 1947   | 1947  | Pompeu Alvarenga                          |
| 1948   | 1948  | José de Pinho                             |
| 1949   | 1949  | João Ferreira de Macedo                   |
| 1950   | 1950  | Remígio Sacramento                        |
| 1951   | 1951  | Alberto Casimiro Ferreira da Silva        |
| 1952   | 1952  | João Batista Marques                      |
| 1953   | 1953  | António da Costa Ferreira                 |
| 1954   | 1954  | José de Pinho                             |
| 1955   | 1958  | Alberto Casimiro Ferreira da Silva        |
| 1959   | 1962  | Mário Gaioso Henriques                    |
| 1963   | 1963  | Pedro Grangeon Ribeiro Lopes              |
| 1964   | 1973  | Mário Gaioso Henriques                    |
| 1973   | 1975  | Victor Eusébio dos Santos Falcão          |
| 1976   | 1981  | Carlos Alberto S. Jerónimo                |
| 1982   | 2000  | Joaquim Armando Silva Mendonça            |
| 2001   | 2003  | Carlos Alberto S. Jerónimo                |
| 2003   | 2004  | Jaime Borges                              |
| 2005   | -     | António Manuel de Carvalho Serra Granjeia |

### Atletas Olímpicos

#### Londres 1948
O clube esteve representado nos Jogos Olímpicos de 1948 em Londres na modalidade de Remo com uma tripulação de shell 8+.(8 com timoneiro) alcançando as meias finais.
- Luís da Naia Machado
- Felisberto Naia Fortes
- João Naia Lemos
- Carlos Roque da Benta
- José da Naia Machado
- Ricardo Santos da Benta
- Albino Simões Neto
- Carlos Roque
- João Dias de Sousa

#### Helsínquia 1952
O clube esteve representado nos Jogos Olímpicos de 1952 em Helsínquia na modalidade de Remo com uma tripulação de shell 8+.(8 com timoneiro) alcançando as meias finais.
- José Matos Pinheiro
- Felisberto Naia Fortes
- João Naia Lemos
- Carlos Roque da Benta
- Manuel da Cruz Regala
- João Rodrigues Paula
- Albino Simões Neto
- Zacarias Sarrazola Andias
- João da Silva Cravo

#### Pequim 2008
Volvidos 56 anos após a última participação de atletas de Aveiro nos Jogos Olímpicos o Clube dos Galitos volta a ter um atleta convocado para a mais importante competição planetária mas agora na disciplina de natação em Pequim.
- Diogo Carvalho - 200 estilos em 2:00.66, obtendo o 18.º lugar no ranking da competição.
- Élio Terrível - treinador da seleção nacional de natação

#### Londres 2012
O clube dos Galitos repete a presença de um atleta nos Jogos Olímpicos mas agora em duas competições. Mais uma vez o nosso atleta ficou à beira duma semifinal.
- Diogo Carvalho - 200 estilos em 2:00.40 obtendo o 18.º lugar no ranking da competição.
- Diogo Carvalho - 400 estilos em 4:23.06 obtendo o 28.º lugar no ranking da competição.
- Élio Terrível - treinador da seleção nacional de natação

## Palmarés mais significativo

### Basquetebol
Resultados Nacionais
- 2006/07 - Vice-Campeão Nacional de Iniciados Masculinos
- 2005/06 - Vice-Campeão Nacional de Juniores A Masculinos
- 2002/03 - Vice-Campeão Nacional de Seniores Masculinos da I Divisão
- 2001/02 - Campeão Nacional de Seniores Masculinos da II Divisão A
- 1999/00 - Vice-Campeão Nacional de Juniores B Masculinos
- 1997/98 - Vice-Campeão Nacional de Cadetes Masculinos
- 1993/94 - Vencedor da Taça Nacional de Cadetes Masculino
- 1987/88 - Vice-Campeão Nacional da III Divisão e Subida à II Divisão de Seniores Masculinos
- 1980/81 - Vice-Campeão Nacional da II Divisão e Subida à I Divisão de Seniores Femininos
- 1970/71 - Campeão Nacional de Seniores Masculinos da II Divisão
- 1970/71 - Vice-Campeão Nacional de Juniores Masculinos
- 1969/70 - Vice-Campeão Nacional de Juniores Masculinos
- 1968/69 - Vice-Campeão Nacional de Juniores Masculinos
- 1967/68 - Vice-Campeão Nacional de Juniores Masculinos
- 1966/67 - Campeão Nacional de Juvenis Masculinos
- 1955/56 - Vice-Campeão Nacional de Infantis Masculinos

Títulos Regionais (por Escalão Etário)
- Seniores Masculinos (12): 1937/38; 1942/43; 1951/52; 1955/56; 1957/58; 1958/59; 1959/60; 1960/61; 1965/66; 1968/69; 1969/70; 1970/71
- Seniores Femininos (6): 1972/73; 1978/79; 1979/80; 1980/81; 1981/82; 1982/83
- Juniores A Masculinos - Sub-22 (5): 2000/01; 2004/05; 2005/06; 2006/07; 2008/09
- Juniores Masculinos - Sub-19 (10): 1966/67; 1967/68; 1968/69; 1969/70; 1970/71; 1971/72; 1972/73; 1976/77; 1977/78; 1979/80
- Juniores Masculinos - Sub-18 (8): 1953/54; 1955/56; 1956/57; 1957/58; 1960/61; 1961/62; 1962/63; 1963/64
- Juniores B Masculinos - Sub-18 (4): 1998/99; 1999/00; 2003/04; 2004/05
- Juvenis Masculinos - Sub-17 (7): 1966/67; 1968/69; 1969/70; 1970/71; 1975/76; 1976/77; 1986/87
- Cadetes Masculinos - Sub-16 (2): 1997/98; 2001/02
- Infantis Masculinos - Sub-16 (7): 1953/54; 1954/55; 1955/56; 1958/59; 1959/60; 1960/61; 1964/65
- Infantis Masculinos - Sub-15 (4): 1967/68; 1968/69; 1971/72; 1973/74
- Iniciados Masculinos - Sub-14 (1): 2006/07; 2008/09

### Natação
- Campeão Nacional 3.ª Divisão Feminina: 1996/1997 e 2007/2008
- 3.º lugar no Campeonato Nacional Clubes 2.ª Divisão Masculino: 2008/2009
- Campeão Regional de Clubes: 2001/02, 2002/03, 2004/05, 2005/06, 2006/07, 2007/08, 2008/09
- Campeão Regional de Fundo: 1997/98, 1998/99, 2004,05
- Clube do Ano: 2001/2002, 2006/2007, 2007/2008
- Taça da ANA[necessário esclarecer]:1998/99, 2001/02, 2002/03, 2004/05, 2006/07

### Hóquei em patins
- Taças de Honra: 1952, 1953

### Remo
- 1941 Campeão Nacional de Juniores em Shell de quatro
- 1942 Campeão Nacional de Seniores em Shell de quatro
- 1942 Campeão Ibérico em Shell de quatro na Figueira da Foz. Fazem parte da tripulação : Manuel de Matos, João D de Sousa, Amadeu Lemos Moreira, José da Naia Velhinho e Francelino Costa (Tim.)
- 1943 Participa na Campeonato Ibérico tendo a sua embarcação afundado
- 1944 Vence os campeonatos Nacionais em Shell de quatro em Juniores e Seniores
- 1945 Campeão Nacional de Shell de oito
- 1945 Campeão Ibérico em Shell de oito em Viana do Castelo. Fazem parte da tripulação : Manuel de Matos, João Carlos Cunha, António Mateus Júnior, Carlos Roque, João D de Sousa, José da Naia Velhinho, Albino Simões Neto, Amadeu Moreira, Edgar Teixeira Lopes (Tim.).
- 1947 Vence os campeonatos nacionais em Shell de oito sénior e Shell de quatro júnior
- 1948 Vence os campeonatos nacionais em todas as categorias
- 1948 Participa nos Jogos Olímpicos de Verão de 1948 em Londres; Fazem parte desta representação: José da Naia Velhinho, Ricardo dos Santos Benta, José da Naia Machado, Carlos do Roque, João Alberto Lemos, João de Sousa, Albino Simões Neto, Felisberto Fortes, Luís da Naia Machado, Manuel Matos e António Pinheiro (Treinador).
- 1949 Vence os Campeonatos nacionais em Shell de quatro e Shell de oito
- 1950 Vence os Campeonatos nacionais em Shell de quatro e Shell de oito
- 1950 Participa em Itália (1950) e em França (1951) no Campeonato de Europa
- 1951 Vence os Campeonatos nacionais em Shell de quatro e Shell de oito
- 1951 Vence a regata Internacional de “Castelgandolfo” em Shell de oito
- 1952 Vence os Campeonatos nacionais em Shell de quatro e Shell de oito.
- 1952 Participa nos Jogos Olímpicos de Verão de 1952 em Helsínquia; Fazem parte desta representação: João da Silva Cravo, João Rodrigues da Paula, Carlos do Roque da Benta, João Alberto Lemos, Zacarias Sarrazola Andias, Manuel Regala, Albino Simões Neto, Felisberto Fortes, José Pinheiro, Mário Teles.
- 1953 a 1956  No Rio Novo de Príncipe, vence os campeonatos nacionais de Shell de quatro e Shell de oito
- 1957 Vence o campeonato Nacional de Shell de quatro
- 1958 Vence os campeonatos nacionais de Shell de quatro e Shell de oito
- 1958 Conquista a Taça Salazar
- 1990 - 2008 Inúmeras vitórias em várias categorias e em vários escalões.
- 2008 Campeão Nacional de Veteranos em Doublescull (Campeonato Nacional de Inverno)
- 2008 Campeão Nacional de Seniores em Quadriscull ligeiro (Campeonato Nacional de Verão)
- 2008 Campeão Nacional de Seniores em Shell de oito ligeiro (Campeonato Nacional de Verão)
- 2008 Campeão Nacional de Veteranos em Doublescull (Campeonato Nacional de Verão)
- 2008 Vencedor da Taça de Portugal em Skiff
- 2009 Campeão Nacional 2- sem
- 2009 Campeão Nacional 2x juv fem
- 2009 Campeão nacional veterano Shell 4+

### Triatlo
- 2009 Rui Ferreira – Campeão Região Norte Categoria V1

### Ciclismo
- 2009 BTT Andreia Moço - Campeã Nacional de Maratonas Elite

### Xadrez
- 2007/08 João Pedro Menezes Andias - Campeão Nacional Sub12 em partidas clássicas (Março 2008 - Figueira da Foz)
- 2008/09 Henrique Aguiar – Campeão Nacional Sub12 em Semi-rápidas (Novembro 2008 - Peniche)
- 2008/09 Ana Raquel Bastos – Campeã Nacional Sub10 Feminina em Semi-rápidas (Novembro 2008 - Peniche)
- 2008/09 Carolina Santos – Campeã Nacional Sub12 Feminina em partidas clássicas (Março 2009 – Portimão)

## Distinções honoríficas
- Instituição de Utilidade Publica (1928)
- Cavaleiro da Ordem de Benemerência (12 de Janeiro de 1938).[4]
- Colar de Honra ao Mérito Desportivo (2005)[9][3]
- Medalha de Bons Serviços Desportivos [quando?]
- Medalha de Ouro da Cidade de Aveiro (2004)[10]
- Medalha de Prata da Cidade de Aveiro (1961)
- Medalha de Ouro da Junta de Freguesia da Glória (Janeiro de 2010)
- Medalha de Honra da Federação Portuguesa de Remo
- Medalha de Ouro da Associação de Natação Centro Norte de Portugal
- Medalha de Prata da Federação Portuguesa de Natação
- Diploma de Honra Olímpico 1948
- Medalha Olímpica do Comité Olímpico Português (1952)